# Eblana
Eblana of volledig Eblana Polis was de Oudgriekse naam voor een stad in Ierland, toen Hibernia genoemd. De huidige plaats kan niet ver gelegen zijn van Dublin. Er blijft een controverse of de naamsverschuiving Eblana – Deblana – Dublin plaats gevonden heeft. De oud-Griekse aardrijkskundige Ptolemaeus beschreef Eblana in zijn atlas, de Geographica. Hij situeerde de stad aan de kust, nabij de rivieren Oboca en Bubinda; mogelijks gaat het om de rivieren Liffey en Boyne.